# Kîrîiakivșciîna (Sumî), Sumî
Kîrîiakivșciîna (în ucraineană Кирияківщина) este un sat în orașul regional Sumî din regiunea Sumî, Ucraina.

## Demografie
Componența lingvistică a localității Kîrîiakivșciîna
     Ucraineană (93,33%)
     Rusă (6,67%)
Conform recensământului din 2001, majoritatea populației localității Kîrîiakivșciîna era vorbitoare de ucraineană (93,33%), existând în minoritate și vorbitori de rusă (6,67%).